# Meurtre au urthième degré
Meurtre au urthième degré (titre original : Murder in the Urth Degree) est une nouvelle de science-fiction d'Edward Wellen, publiée en 1989. Cette nouvelle fait partie de l'anthologie Les Fils de Fondation présentée par Martin H. Greenberg.

## Résumé
- Mise en place de l'intrigue : Keith Flammersfeld, unique habitant de la station orbitale Terrarium 9, constituée de six sphères concentriques et servant notamment de laboratoire spatial, découvre une anomalie : quelqu'un a écrit des vers sur son ordinateur. Alors qu'il cherche à découvrir l'intrus, il meurt empoisonné par une fléchette enduite d'une sorte de curare. Le commissaire Davenport est chargé de l'enquête, mais face à l'inutilité de ses recherches, demande conseil au Dr Wendell Urth pour résoudre cette affaire.
- Résolution de l'énigme : Le détective découvre que c'est une plante (et plus précisément un… chou génétiquement modifié devenu intelligent) qui a tué le scientifique, mort des suites de sa création.